# Velika mečna mišica
Velika mečna mišica (latinsko musculus soleus, iz besede solea - sandal) je mišica na zadnji strani goleni, ki poteka pod dvoglavo mečno mišico, in je udeležena predvsem pri stoječem položaju in hoji. Skupaj s slednjo mišico tvori troglavo mečno mišico. Izvira iz golenice, mečnice ter med njima razpetega tetivnega loka (arcus tendideus m. solei), kita mišice pa se spaja skupaj s kito dvoglave mečne mišice in se narašča na petnico. 
Oživčuje jo tibialni živec (L5-S2).
Nekateri sesalci nimajo razvite velike mečne mišice; primer take živali je pes. Pri konju je mišica vestigialna, tj. je nepopolno razvita.